# Calendrier Borana
 (mai 2023).
La mise en forme du texte ne suit pas les recommandations de Wikipédia : il faut le « wikifier ».
Les points d'amélioration suivants sont les cas les plus fréquents. Le détail des points à revoir est peut-être précisé sur la page de discussion.
- Les titres sont pré-formatés par le logiciel. Ils ne sont ni en capitales, ni en gras.
- Le texte ne doit pas être écrit en capitales (les noms de famille non plus), ni en gras, ni en italique, ni en « petit »…
- Le gras n'est utilisé que pour surligner le titre de l'article dans l'introduction, une seule fois.
- L'italique est rarement utilisé : mots en langue étrangère, titres d'œuvres, noms de bateaux, etc.
- Les citations ne sont pas en italique mais en corps de texte normal. Elles sont entourées par des guillemets français : « et ».
- Les listes à puces sont à éviter, des paragraphes rédigés étant largement préférés. Les tableaux sont à réserver à la présentation de données structurées (résultats, etc.).
- Les appels de note de bas de page (petits chiffres en exposant, introduits par l'outil «  Source ») sont à placer entre la fin de phrase et le point final[comme ça].
- Les liens internes (vers d'autres articles de Wikipédia) sont à choisir avec parcimonie. Créez des liens vers des articles approfondissant le sujet. Les termes génériques sans rapport avec le sujet sont à éviter, ainsi que les répétitions de liens vers un même terme.
- Les liens externes sont à placer uniquement dans une section « Liens externes », à la fin de l'article. Ces liens sont à choisir avec parcimonie suivant les règles définies. Si un lien sert de source à l'article, son insertion dans le texte est à faire par les notes de bas de page.
- La présentation des références doit suivre les conventions bibliographiques. Il est recommandé d'utiliser les modèles {{Ouvrage}}, {{Chapitre}}, {{Article}}, {{Lien web}} et/ou {{Bibliographie}}. Le mode d'édition visuel peut mettre en forme automatiquement les références.
- Insérer une infobox (cadre d'informations à droite) n'est pas obligatoire pour parachever la mise en page.

Pour une aide détaillée, merci de consulter Aide:Wikification.
Si vous pensez que ces points ont été résolus, vous pouvez retirer ce bandeau et améliorer la mise en forme d'un autre article.
 (mai 2023).
Le contenu est difficilement compréhensible vu les erreurs de traduction, qui sont peut-être dues à l'utilisation d'un logiciel de traduction automatique.
Le calendrier Borana est un système calendaire autrefois utilisé par les Borana Oromo, un peuple vivant dans le sud de l'Éthiopie et le nord du Kenya.
Il se compose de mois lunaires de 29,5 jours et de 12 mois pour un total de 354 jours par an. Le calendrier n'a pas de semaines mais un nom pour chaque jour du mois. C'est un système de calendrier lunaire-stellaire,. Le calendrier serait basé sur un calendrier couchitique plus ancien, développé autour de 300 avant notre ère, trouvé sur le site de Namoratunga. Cependant, le réexamen du site conduit l'astronome et archéologue Clive Ruggles à conclure qu'il n'y a pas de relation.

## Structure
En tant que calendrier lunaire-stellaire, le calendrier Borana repose sur des observations astronomiques de la Lune en conjonction avec sept étoiles ou constellations particulières. Les mois sont nommés en lien avec des étoiles ou phases lunaires, et sont Bittottessa (Triangulum), Camsa (Pléiades), Bufa (Aldébaran), Waxabajjii (Bellatrix), Obora Gudda (Central Orion - Saiph), Obora Dikka (Sirius), Birra (pleine lune), Cikawa (lune gibbeuse), Sadasaa (quart de lune), Abrasa (grand croissant), Ammaji (croissant moyen) et Gurrandala (petit croissant),.
Chaque mois compte 27 jours, portant chacun un nom différent. Par conséquent, les deux ou trois premiers jours sont utilisés deux fois au début et à la fin d'un mois.
| 1. Bita Kara | 10. Gidada      | 19. Adula Ballo      |
| 2. Bita-lama | 11. Walla       | 20. Maganatti Jarra  |
| 3. Gardaduma | 12. Ruda        | 21. Maganatti Britti |
| 4. Sona      | 13. Basa Dura   | 22. Garba Dura       |
| 5. Sorse     | 14. Basa Ballo  | 23. Garba Balla      |
| 6. Ruruma    | 15. Areri Dura  | 24. Salban Doura     |
| 7. Algajima  | 16. Areri Ballo | 25. Salban Balla     |
| 8. Lumasa    | 17. Carra       | 26. Salban Dullacha  |
| 9. Arbe      | 18. Adula Dura  | 27. Salban Dullacha  |

Les mois peuvent être identifiés par phase de lune par rapport à sept étoiles ou groupes d'étoiles. Les groupes d'étoiles sont le Triangle (appelé Lami par Borana), les Pléiades (appelé Busan par Borana), Aldébaran (appelé Bakkalcha par Borana), Bellatrix (appelé Algajima par Borana), Orion central (appelé Arb Gaddu par Borana), Saiph (appelé Urji Walla par Borana) et Sirius (appelé Basa par Borana).
| Nom du mois    | Groupe d'étoiles    | Nom Borana pour le groupe d'étoiles |
| -------------- | ------------------- | ----------------------------------- |
| 1. Bittottessa | Triangle            | Lami                                |
| 2. Camsa       | Pléiades            | Pusan                               |
| 3. Bufa        | Aldébaran           | Bakkalcha                           |
| 4. Wacabajji   | belletrix           | Algajima                            |
| 5. Obora-Gudda | Central Orion-Saiph | Arb Gaddou                          |
| 6. Obora Dikka | Sirius              | Basa                                |
| 7. Birra       | pleine lune         |                                     |
| 8. Cikawa      | lune gibbeuse       |                                     |
| 9. Sadasa      | quart de lune       |                                     |
| dix. Abrasa    | grand croissant     |                                     |
| 11. Ammaji     | croissant moyen     |                                     |
| 12. Gurrandala | petit croissant     |                                     |

Le premier jour de la nouvelle année dans le calendrier Borana commence au mois de "Bittotessa" et le nom du jour est "Bitta Kara". C'est alors que le Triangle est en conjonction avec la nouvelle Lune. Après cela, le calendrier compte simplement les noms des jours tout au long du mois en fonction de cette première observation astronomique - la conjonction de la nouvelle lune à la position bêta du triangle. Le mois suivant commence lorsque la nouvelle lune est en conjonction avec l'étoile ou le système stellaire suivant, dans ce cas, les Pléiades (un amas d'étoiles bleues). Cela se produit 29,5 jours après le début du premier mois. Cependant, le calendrier n'a plus de noms de jours avec quelques jours d'avance. Ceci est acceptable puisque les noms des jours qui ont commencé le mois sont également les noms des jours qui terminent le mois. C'est la même chose pour tous les mois, ajustée aux observations, bien sûr, en autorisant une variation d'un jour ou deux ici et là en fonction de l'observation astronomique. Le troisième mois commence quand on aperçoit la nouvelle lune se levant "en conjonction avec" l'étoile Aldébaran. Cela continue dans la liste des six postes d'étoiles repères des Boranas pour les six premiers mois,.